# Guinness Foreign Extra Stout
A Guinness Foreign Extra Stout (FES) é uma cerveja do tipo stout produzida pela Cervejaria Guinness, uma empresa cervejeira irlandesa pertencente à Diageo, uma multinacional de bebidas. Lançada pela primeira vez em 1801, a FES foi desenvolvida para exportação, sendo mais intensamente lupulada do que a Guinness Draught e a Extra Stout, o que lhe confere um sabor mais amargo, além de apresentar, geralmente, maior teor alcoólico (cerca de 7,5% teor alcoólico). O lúpulo extra funcionava como conservante natural para as longas viagens marítimas que a cerveja enfrentava.
A FES é a variante da Guinness mais encontrada na Ásia, África e Caribe, representando quase metade das vendas globais da marca. Em 2011, mais de quatro milhões de hectolitros da cerveja foram vendidos na África.
O extrato de sabor Guinness, um extrato de mosto desidratado e lupulado feito de malte de cevada e cevada torrada, é utilizado na produção da stout em mercados internacionais. O xarope é enviado da Irlanda e misturado, na proporção de 1:49, a uma cerveja pálida produzida localmente. Na maioria dos mercados externos, o extrato de sabor Guinness (GFE) é combinado com cerveja local para produzir a FES.
Na Nigéria, durante a década de 1960, a FES foi promovida com o slogan “te dá poder”. Entre 1999 e 2006, a campanha Michael Power [en] atualizou essa abordagem, sendo veiculada em toda a África.

## História
A Guinness West India Porter, antecessora direta da Foreign Extra Stout, foi exportada pela primeira vez da Cervejaria St. James's Gate [en], em Dublin, em 1801. A cerveja foi criada para trabalhadores irlandeses imigrantes no Caribe. Era produzida apenas nos meses mais frios, entre outubro e abril, para minimizar a acidificação, sendo maturada em grandes tonéis de madeira por até dois anos, garantindo maior estabilidade ao produto final. Para suportar a longa viagem marítima, a cerveja era fabricada com lúpulo extra e maior teor alcoólico, que atuavam como conservantes naturais. Exportada em barris, era engarrafada localmente, reduzindo custos.
A receita de 1801 incluía 73% de malte pálido e 27% de malte marrom.
O primeiro carregamento registrado para os Estados Unidos ocorreu em 1817. Em 1827, a primeira exportação oficial para o continente africano chegou a Serra Leoa. A cerveja foi renomeada Foreign Extra Stout por volta de 1849. As primeiras exportações registradas para o Sudeste Asiático começaram na década de 1860.
No início do século XX, a FES representava cerca de 5% da produção total da Guinness, com dois terços destinados à Austrália e aos Estados Unidos, onde era amplamente usada como produto medicinal. A Austrália permaneceu o maior mercado de exportação até 1910, quando foi superada pelos Estados Unidos. Devido ao custo de importação, a FES era um produto premium, vendido pelo dobro do preço das stouts domésticas. A produção total atingiu 105.000 barris em 1912.
O comércio com os Estados Unidos foi interrompido com o início da Primeira Guerra Mundial e suspenso completamente com a Lei Seca. O produto não foi bem aceito quando retornou na década de 1930, pois os consumidores preferiam a Guinness Extra Stout, mais leve e barata. Após a interrupção das exportações durante a Segunda Guerra Mundial, a FES retornou aos EUA em 1956, mas sem sucesso, sendo retirada logo depois.
Antes de 1920, as vendas de exportação da Guinness eram majoritariamente para expatriados britânicos e irlandeses. A partir da década de 1920, isso mudou, e os primeiros a desenvolverem apreço pela bebida foram os chineses étnicos da Península Malaia. Em 1924, a empresa nomeou um vendedor global para promover as vendas entre populações locais.
Em 1939, logo após o início da Segunda Guerra Mundial, o Departamento de Guerra do Reino Unido comprou 500.000 garrafas de meio litro de FES para distribuição em hospitais.
Em 1951, as exportações totalizavam 90.000 barris, mas em 1964 cresceram para 300.000 barris. Em 1959, as vendas em Gana foram suficientes para a Guinness estabelecer uma empresa conjunta no país com a United Africa Company [en]. Em 1962, a Nigéria tornou-se o maior mercado de exportação da Guinness, com cerca de 100.000 barris exportados anualmente. Isso levou a empresa a construir uma cervejaria em Ikeja, no oeste da Nigéria, a terceira da história da companhia. A cervejaria custou mais de £2 milhões, tinha capacidade de 150.000 barris e era 60% propriedade da Guinness Nigéria, 25% da United Africa Company, com o restante nas mãos de investidores nigerianos locais. Cervejarias foram construídas na Malásia (1965), Camarões (1970) e Gana (1971), enquanto licenças foram concedidas a outras empresas para produzir Guinness sob contrato em outros países africanos e nas Antilhas. Historicamente uma pequena proporção da produção da Guinness, foi o sucesso, especialmente na África, mas também na Ásia, que permitiu à FES crescer para uma marca de 4,5 milhões de hectolitros.
Um novo design de garrafa foi lançado na Malásia em 2005 e, posteriormente, implementado globalmente. Em 2013, a FES recebeu uma reformulação de embalagem na África e outros mercados selecionados, com tampa de folha dourada e novo rótulo.

## Produção

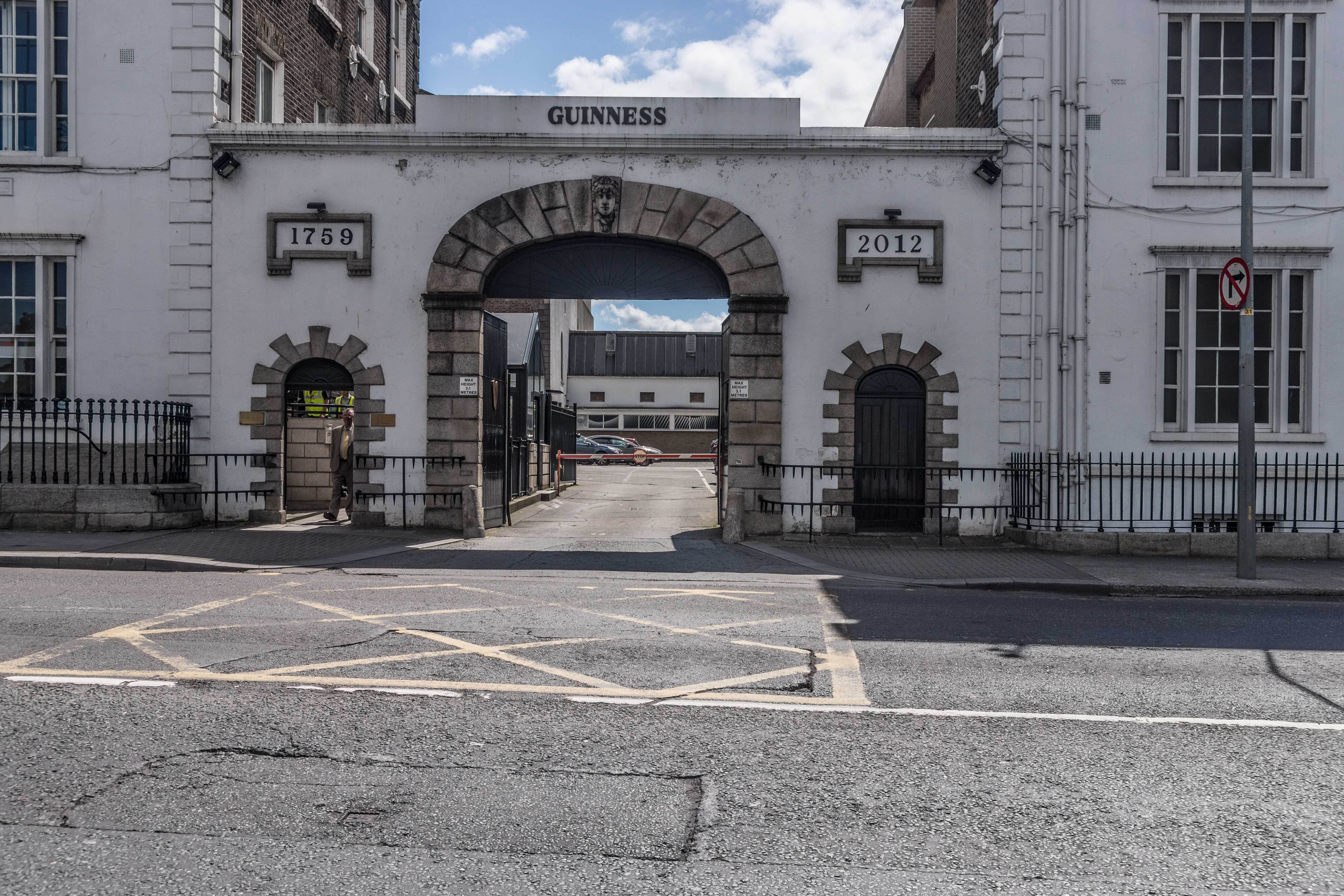
Cervejaria St. James's Gate

A versão irlandesa da FES é produzida com malte pálido [en], 25% de cevada em flocos (para retenção de espuma e corpo) e 10% de cevada torrada, que confere à cerveja sua tonalidade escura. Utiliza as variedades de lúpulo amargo Galena, Nugget e Target [en], submetidas a um processo de extração isomerizada. A cerveja contém cerca de um terço mais lúpulo e quase o dobro de cevada torrada do que a Guinness Draught. A cerveja é carbonatada. Possui 47 unidades de amargor [en].
A Guinness utiliza uma variante ligeiramente diferente de sua levedura para fabricar a FES desde 1960. Ela apresenta floculação [en] extremamente baixa e produz níveis relativamente altos de diacetil na cerveja final. Muitas cervejarias consideram o diacetil um sabor indesejado, mas a Guinness o vê como um “sabor característico” da FES.
O extrato de sabor Guinness, um extrato de mosto desidratado e lupulado feito de malte de cevada e cevada torrada, é usado na produção da stout em mercados internacionais. O xarope é enviado da Irlanda, onde é adicionado na proporção de 1:49 a uma cerveja pálida produzida localmente. Anualmente, seis milhões de litros de GFE são produzidos usando 9.000 toneladas de cevada. Esse extrato de sabor foi criado por cientistas da empresa no início dos anos 1960. Em 2003, a produção do GFE foi transferida de St. James's Gate para a antiga cervejaria Cherry’s, em Mary Street, Waterford, mas em 2013 retornou a St. James's.
A FES é produzida em cervejarias controladas pela Diageo no Quênia, Tanzânia, Uganda e Seychelles. Além disso, é fabricada sob licença em 39 outros países. A Diageo possui acordos de produção com o Grupo Castel [en] para licenciar a fabricação e distribuição da Guinness na República Democrática do Congo, Gâmbia, Gabão, Costa do Marfim, Togo, Benin, Burkina Faso, Chade, Mali e Guiné.
A FES é a variante mais antiga da Guinness ainda disponível, embora seus ingredientes e métodos de produção tenham variado ao longo do tempo. Em 1824, tinha uma gravidade original [en] (OG) de 1082. Após um pico de força em 1840, quando a cerveja tinha uma OG de 1098, em 1860, foi reduzida ao padrão atual de cerca de 1075. Originalmente, era produzida com maltes pálido e marrom. O malte preto passou a ser usado a partir de 1819, substituindo completamente o malte marrom em 1828. Em 1883, a cerveja era feita com 85% de malte pálido, 10% de malte âmbar e 5% de malte torrado. A partir de 1929–1930, a Guinness substituiu o malte torrado por cevada torrada na produção. O malte âmbar continuou sendo usado na moagem até 1940. A cevada em flocos foi introduzida no início dos anos 1950, e a taxa de lupulagem foi reduzida.
Originalmente uma cerveja condicionada em garrafa, a FES é pasteurizada desde 1948 para garantir consistência de qualidade. Desde 1950, para recriar o perfil de sabor da FES condicionada em garrafa, a cerveja é produzida misturando FES fresca com 2% de FES envelhecida por até 100 dias, que desenvolveu alto teor de ácido lático. Finalmente, a cerveja é maturada na garrafa por 28 dias antes de ser distribuída.

## Mercados

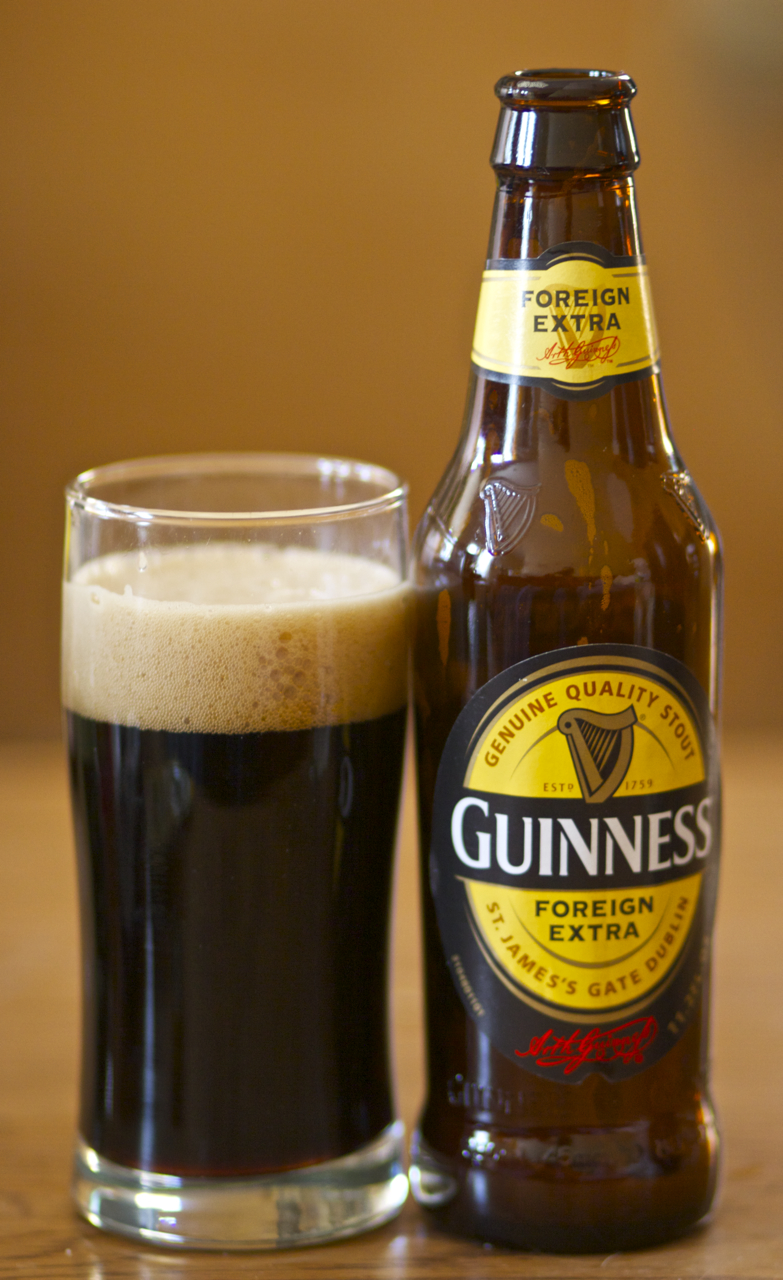
Uma garrafa de Guinness Foreign Extra Stout

A Foreign Extra Stout representa 45% das vendas totais da Guinness no mundo. Inicialmente exportada para expatriados britânicos e irlandeses, a cerveja passou a ser consumida por populações locais a partir da década de 1920. Uma versão com 7,5% de teor alcoólico é vendida na maior parte do mundo, embora variantes com menor teor sejam encontradas em alguns locais.
A cerveja está disponível em garrafas e latas.

### África
Na África, o produto é vendido a um preço premium, até o dobro do valor de cervejas concorrentes. A FES é produzida em treze cervejarias na África.

#### Nigéria
A FES é fabricada e distribuída pela Guinness Nigéria [en]. Entre 2012 e 2013, a Nigéria foi o maior mercado da Guinness em vendas.
A FES foi introduzida no mercado nigeriano por importação na década de 1940. A Guinness na Nigéria é feita com sorgo ou milho altamente torrados, provenientes de fontes locais. Algumas versões nigerianas também contêm trigo. A substituição do malte de cevada ocorreu em 1986, quando o governo nigeriano proibiu temporariamente a importação do grão. O uso de sorgo e milho continua por ser uma alternativa mais barata que a cevada, que precisa ser importada, e menos suscetível a flutuações da moeda local. As cervejarias nigerianas utilizam técnicas de fermentação de alta gravidade para fermentar sorgo e malte pálido até 1090 OG.
O escritor de cervejas Roger Protz [en] descreve o produto nigeriano como “marcadamente diferente” da versão irlandesa, sendo descrito como mais doce e pesado que a FES regular. A Diageo confirmou que os níveis de carbonatação são “diferentes” do produto fabricado na Irlanda.

#### Outros mercados
A produção da FES ocorre na Cervejaria de Serra Leoa [en] desde outubro de 1967.
Em Gana, a FES é produzida em Kumasi pela Cervejarias Guinness Gana [en], controlada pelo Grupo Castel [en]. O GFE é misturado com uma lager de sorgo produzida localmente, mas difere da versão nigeriana por não conter trigo e ter maior proporção de cevada torrada. Em Gana, acredita-se que o produto tenha propriedades medicinais, fortalecendo o sangue e melhorando a circulação.
Em 2003, uma variante de 5,5% de teor alcoólico, levemente nitrogenada, chamada Guinness Extra Smooth, foi introduzida em Gana. Foi lançada na Nigéria em 2005, onde representa 5-10% das vendas da Guinness no país.
A Guinness detém 20% do mercado de cerveja em Camarões.

### Ásia
As vendas da Guinness no Sudeste Asiático totalizaram mais de £100 milhões em 2012-13. A FES (6,8% de teor alcoólico) é produzida e distribuída na Malásia pela Heineken Malásia Berhad [en]. A variante malaia é distribuída na maior parte do Sudeste Asiático. O teor alcoólico foi reduzido de 8% para 6,8% em 2008, e posteriormente para 5,5% a partir de 2016, em resposta a mudanças na tributação de bebidas alcoólicas. A Malásia é o maior mercado asiático para a Guinness, onde, em 2012, a marca cresceu entre 10 e 15%. Em Singapura, a FES é produzida e distribuída pelas cervejarias Ásia-Pacífico. Na Indonésia, a Guinness é produzida com 4,9% de teor alcoólico pela PT Multi Bintang [en] (subsidiária das cervejarias Ásia-Pacífico [en]), e distribuída pela PT Dima Indonésia. Na China, pequenas quantidades de FES são vendidas, posicionadas como uma importação premium em bares sofisticados.

### Outros mercados
A FES foi vendida e depois retirada do Reino Unido em 1976 como Guinness XXX Extra Strong Stout; retornou em 1994, com o aumento do interesse por cerveja artesanal [en]. A cerveja foi novamente retirada do mercado britânico, retornando em 2003 para atender à crescente diáspora africana. O mercado britânico é suprido com as variantes irlandesa e nigeriana da cerveja, esta última com vendas anuais de £2 milhões. As importações oficiais para os EUA foram retomadas em 2010, após o ressurgimento do interesse por cerveja artesanal; isso ocorreu após um período de importações cinzentas, principalmente para expatriados africanos e caribenhos.

## Publicidade e patrocínio
Na década de 1960, a FES foi promovida na Nigéria como “te dá poder”, associando seu consumo a um aumento da potência sexual. Essa abordagem foi atualizada entre 1999 e 2006 com a campanha Michael Power [en], veiculada em todo o continente. A Guinness credita à campanha a liderança de 50% do mercado de cervejas na África em 2000, crescimento de volume de até 50% em alguns mercados, reconhecimento da marca de 95% e a duplicação das vendas da Guinness na África até 2003. Em 1999, a Saatchi & Saatchi [en] recebeu a responsabilidade global pelo marketing da marca FES. Em outubro de 2013, a BBDO assumiu a responsabilidade pelo marketing da Guinness na África. A Saatchi continua a promover a FES no resto do mundo. Desde 2008, a FES é a maior patrocinadora da Seleção Nigeriana de Futebol.

## Recepção
A cerveja é altamente classificada em sites de avaliação de cervejas [en]. Garrett Oliver destaca suas qualidades refrescantes e “borda ácida distinta”. Por outro lado, foi criticada pelo jornalista britânico Tony Naylor por ser “mais sobre um calor açucarado e alcoólico” do que “sabor complexo”.